# Mletačka mornarica
Mletačka mornarica (venetski: Armada/Marineria Veneziana) bila je mornarica Mletačke Republike koja je odigrala važnu ulogu u povijesti Republike i Sredozemlja. Bila je najznačajnija mornarica Sredozemlja kroz mnogobrojna stoljeća između srednjeg i ranog modernog vijeka. Mletačka mornarica osiguravala je Veneciji kontrolu i utjecaj nad trgovinom i politikom. Bila je to jedna od prvih mornarica koja je na brodove postavljala oružje s barutom, a kroz organizirani sustav mornaričkih pristaništa, oružarnica i |opskrbljivača uspjela je neprestano držati brodove na moru i brzo nadoknađivati gubitke. Venecijanski arsenal bio je jedna od najvećih koncentracija industrijskih kapaciteta prije industrijske revolucije i odgovoran je za najveći dio pomorske moći Republike. 
Isprva potaknuta rivalstvom s Bizantskim Carstvom, a kasnije pomorskim republikama Pisom i Genovom za primat nad trgovinom s Levantom, mletačka je mornarica povremeno bila tehnički inovativna, a ipak operativno konzervativna. S konačnim padom Carigrada odigrava ključnu ulogu u zaustavljanju pomorskog napredovanja Osmanskog Carstva više od tri stoljeća. 
Dugi pad mornarice odražavao je pad Republike, počevši od 16. stoljeća i završivši kapitulacijom grada pred Napoleonom 1797. godine.